# هيئة الأوراق المالية (البرازيل)
هيئة الأوراق المالية البرازيلية هي هيئة سوق الأوراق المالية في البرازيل. ينظم أسواق رأس المال في البرازيل وجميع المشاركين فيها. وهذا يشمل البورصات والشركات العامة والوسطاء الماليين والمستثمرين. هي وكالة مستقلة مرتبطة بوزارة المالية البرازيلة.

## التاريخ
تم إنشاء الهيئة في 7 ديسمبر 1976 مع تمرير قانون التشريع البرازيلي (6385/76). تم توسيع مسؤوليات وصلاحيات الهيئة منذ القانون رقم 6422 المؤرخ 8 يونيو 1977، والقانون رقم 9457 المؤرخ 5 مايو 1997، والقانون رقم 10303 المؤرخ 31 أكتوبر 2001، والمرسوم رقم 3995 المؤرخ 31 أكتوبر 2001، والقانون رقم 10411 بتاريخ 26 فبراير 2002. بالإضافة إلى ذلك تؤدي الهيئة أيضًا واجبات بموجب قانون الشركة كجزء من القانون (6404/76)
في 7 ديسمبر 2009 سنت الهيئة لائحة جديدة لتعزيز المعلومات المقدمة للمستثمرين من قبل الشركات المصدرة للأوراق المالية بما يتماشى مع إرشادات المنظمة الدولية لهيئات الأوراق المالية.

## الأهداف
تتضمن آلية التحقق من المخاطر الأهداف التالية:
- ضمان الأداء السليم للبورصة والأسواق خارج البورصة.
- حماية حاملي الأوراق المالية من القضايا الاحتيالية والإجراءات غير القانونية.
- حماية المستهلكين من الاحتيال والتلاعب بالسوق.
- التأكد من أن الأسواق شفافة وأن الشركات تفصح عن جميع المعلومات ذات الصلة.
- التأكد من أن جميع المشاركين في السوق يتبنون ممارسات تجارية عادلة.
- تشجيع الاستثمار في الأسواق المالية وزيادة رسملة الشركات البرازيلية العامة.

## المسؤوليات
لتحقيق أهدافها:
- تشرف الهيئة على جميع المشاركين في السوق ولديه القدرة على وضع القواعد وانضباط المشاركين وكذلك ترخيص الوسطاء الماليين.
- تدير سجلاً لجميع الشركات المملوكة ملكية عامة ويتأكد من التزام تلك الشركات بقواعد الإدراج.
- تحدد قواعد تداول الأوراق المالية في البورصات ويمكنه تعليق أو إلغاء التداول أو إصدار أو توزيع الأوراق المالية وإذا لزم الأمر تعليق عمليات البورصة.

تتمتع الهيئة أيضًا بالاختصاص القضائي لتحديد ومقاضاة ومعاقبة المخالفات المرتكبة في السوق. إذا كان لديها أي اشتباه يمكن لها أن تبدأ تحقيقًا، ويمكن من خلاله جمع المعلومات وأخذ الشهادات والأدلة من أجل تحديد هوية الشخص المسؤول عن الممارسات غير القانونية بوضوح. إذا اتهمت الهيئة أي أفراد أو شركات ، فلديهم حقوق دفاع كاملة في المحكمة. تعد الهيئة مسؤولة عن تنظيم السوق البرازيلي للضمانات والسلع والأوراق المالية الآجلة، وهي أكبر بورصة في أمريكا الجنوبية والثالث عشر الأكبر في العالم.

## البنية
يقع المقر الرئيسي للهيئة في ريو دي جانيرو ولديها مكتبان إقليميان في ساو باولو وبرازيليا. يدار من قبل مجلس يتألف من رئيس وأربعة مفوضين، جميعهم يعينهم رئيس البرازيل. يقوم مجلس الإدارة بتصميم السياسات والمبادئ التوجيهية العامة التي يجب اتباعها من قبل كبار الموظفين. يتم تشغيل الهيئة يومًا بعد يوم من قبل الرئيس التنفيذي، الذي يتم تعيينه من قبل الرئيس والذي ينسق جميع أنشطة الموظفين في الهيئة.